# Nuoto ai campionati mondiali di nuoto 2017 - 200 metri stile libero maschili
La gara di nuoto dei 200 metri stile libero maschili dei campionati mondiali di nuoto 2017 è stata disputata il 24 luglio e il 25 luglio presso la Duna Aréna di Budapest. Vi hanno preso parte 73 atleti provenienti da 63 nazioni.
La competizione è stata vinta dal nuotatore cinese Sun Yang, mentre l'argento e il bronzo sono andati rispettivamente allo statunitense Townley Haas e al russo Aleksandr Krasnych.

## Medaglie
| Posizione | Atleta             | Nazionalità |
| --------- | ------------------ | ----------- |
| Oro       | Sun Yang           | Cina        |
| Argento   | Townley Haas       | Stati Uniti |
| Bronzo    | Aleksandr Krasnych | Russia      |

## Programma
| Data           | Ora (UTC+2) | Turno      |
| -------------- | ----------- | ---------- |
| 24 luglio 2017 | 10:18       | Batterie   |
| 24 luglio 2017 | 18:42       | Semifinali |
| 25 luglio 2017 | 17:32       | Finale     |

## Record
Prima della manifestazione il record del mondo e il record dei campionati erano i seguenti.
| Record mondiale       | 1'42"00 | Paul Biedermann Germania | 28 luglio 2009 Roma, Italia |
| Record dei campionati | 1'42"00 | Paul Biedermann Germania | 28 luglio 2009 Roma, Italia |

Nel corso della competizione non sono stati migliorati.

## Risultati

### Batterie
| Posizione | Batteria | Corsia | Atleta                          | Nazionalità        | Tempo   | Note             |
| --------- | -------- | ------ | ------------------------------- | ------------------ | ------- | ---------------- |
| 1         | 8        | 4      | Sun Yang                        | Cina               | 1'45"78 | Q                |
| 2         | 8        | 5      | James Guy                       | Gran Bretagna      | 1'46"22 | Q                |
| 3         | 7        | 7      | Michail Dovgaljuk               | Russia             | 1'46"47 | Q                |
| 4         | 7        | 4      | Townley Haas                    | Stati Uniti        | 1'46"50 | Q                |
| 5         | 6        | 5      | Aleksandr Krasnych              | Russia             | 1'46"51 | Q                |
| 6         | 8        | 6      | Kacper Majchrzak                | Polonia            | 1'46"58 | Q                |
| 7         | 8        | 3      | Duncan Scott                    | Gran Bretagna      | 1'46"62 | Q                |
| 8         | 7        | 2      | Dominik Kozma                   | Ungheria           | 1'46"83 | Q                |
| 9         | 7        | 6      | Blake Pieroni                   | Stati Uniti        | 1'46"88 | Q                |
| 10        | 6        | 1      | Danas Rapšys                    | Lituania           | 1'46"93 | Q,               |
| 11        | 6        | 2      | Mack Horton                     | Australia          | 1'46"97 | Q                |
| 12        | 7        | 3      | Velimir Stjepanović             | Serbia             | 1'47"05 | Q                |
| 13        | 6        | 6      | Myles Brown                     | Sudafrica          | 1'47"09 | Q                |
| 14        | 6        | 4      | Park Tae-hwan                   | Corea del Sud      | 1'47"11 | Q                |
| 15        | 8        | 7      | Naito Ehara                     | Giappone           | 1'47"31 | Q                |
| 16        | 5        | 4      | Marwan El-Kamash                | Egitto             | 1'47"40 | Q,               |
| 16        | 6        | 8      | Felix Auböck                    | Austria            | 1'47"40 |                  |
| 18        | 6        | 7      | Jan Świtkowski                  | Polonia            | 1'47"42 |                  |
| 19        | 5        | 1      | Khader Baqlah                   | Giordania          | 1'47"68 | Record nazionale |
| 20        | 5        | 6      | Clemens Andreas Rapp            | Germania           | 1'47"69 |                  |
| 21        | 5        | 7      | Kyle Stolk                      | Paesi Bassi        | 1'47"71 |                  |
| 22        | 6        | 3      | Jérémy Stravius                 | Francia            | 1'47"72 |                  |
| 23        | 8        | 1      | Matias Koski                    | Finlandia          | 1'47"75 |                  |
| 24        | 5        | 8      | Dylan Carter                    | Trinidad e Tobago  | 1'47"77 | Record nazionale |
| 25        | 6        | 9      | Péter Bernek                    | Ungheria           | 1'47"79 |                  |
| 26        | 6        | 0      | Federico Grabich                | Argentina          | 1'47"89 |                  |
| 27        | 5        | 5      | Katsuhiro Matsumoto             | Giappone           | 1'47"92 |                  |
| 28        | 7        | 0      | Filippo Megli                   | Italia             | 1'47"94 |                  |
| 29        | 8        | 0      | Matthew Stanley                 | Nuova Zelanda      | 1'48"02 |                  |
| 30        | 4        | 2      | Nils Liess                      | Svizzera           | 1'48"07 |                  |
| 31        | 8        | 8      | Pieter Timmers                  | Belgio             | 1'48"13 |                  |
| 32        | 5        | 3      | Anders Lie Nielsen              | Danimarca          | 1'48"14 |                  |
| 33        | 7        | 1      | Cristian Quintero               | Venezuela          | 1'48"22 |                  |
| 34        | 7        | 8      | Poul Zellmann                   | Germania           | 1'48"67 |                  |
| 34        | 8        | 9      | Alexander Graham                | Australia          | 1'48"67 |                  |
| 36        | 4        | 7      | Victor Johansson                | Svezia             | 1'48"74 |                  |
| 37        | 7        | 9      | Jordan Sloan                    | Irlanda            | 1'49"17 |                  |
| 38        | 4        | 1      | Henrik Christiansen             | Norvegia           | 1'49"31 |                  |
| 39        | 3        | 7      | Mikel Schreuders                | Aruba              | 1'49"66 | Record nazionale |
| 40        | 4        | 8      | Mokhtar Al-Yamani               | Yemen              | 1'49"87 | Record nazionale |
| 40        | 5        | 9      | Hoàng Quý Phước                 | Vietnam            | 1'49"87 |                  |
| 42        | 8        | 2      | Wang Shun                       | Cina               | 1'49"89 |                  |
| 43        | 3        | 5      | Michael James Gunning           | Giamaica           | 1'50"00 | Record nazionale |
| 44        | 5        | 2      | Markus Thormeyer                | Canada             | 1'50"23 |                  |
| 45        | 4        | 6      | Mohamed Mehdi Lagili            | Tunisia            | 1'50"33 |                  |
| 46        | 4        | 5      | Miguel Durán                    | Spagna             | 1'50"34 |                  |
| 47        | 4        | 4      | Dimitrios Dimitriou             | Grecia             | 1'50"40 |                  |
| 48        | 4        | 9      | Marcelo Acosta                  | El Salvador        | 1'50"92 |                  |
| 49        | 3        | 4      | Kregor Zirk                     | Estonia            | 1'51"08 |                  |
| 50        | 4        | 3      | Khurshidjon Tursunov            | Uzbekistan         | 1'51"13 |                  |
| 51        | 3        | 3      | Pit Brandenburger               | Lussemburgo        | 1'51"14 |                  |
| 52        | 3        | 1      | Igor Mogne                      | Mozambico          | 1'51"48 | Record nazionale |
| 53        | 3        | 2      | Wesley Tikiariki Roberts        | Isole Cook         | 1'51"67 | Record nazionale |
| 54        | 5        | 0      | Tomer Frankel                   | Israele            | 1'51"80 |                  |
| 55        | 4        | 0      | An Ting-yao                     | Taipei cinese      | 1'52"09 |                  |
| 56        | 3        | 8      | Alex Sobers                     | Barbados           | 1'52"50 |                  |
| 57        | 2        | 2      | Mathieu Marquet                 | Mauritius          | 1'53"18 | Record nazionale |
| 58        | 3        | 6      | Kin Tat Kent Cheung             | Hong Kong          | 1'54"57 |                  |
| 59        | 2        | 5      | Sam Seghers                     | Papua Nuova Guinea | 1'54"87 |                  |
| 60        | 2        | 4      | Xander Skinner                  | Namibia            | 1'54"99 | Record nazionale |
| 61        | 2        | 6      | Lin Sizhuang                    | Macao              | 1'55"12 | Record nazionale |
| 62        | 3        | 0      | Noah Mascoll-Gomes              | Antigua e Barbuda  | 1'55"32 |                  |
| 63        | 2        | 3      | Matthew Lowe                    | Bahamas            | 1'55"71 |                  |
| 64        | 3        | 9      | Irakli Revishvili               | Georgia            | 1'56"51 |                  |
| 65        | 1        | 6      | Klavio Meça                     | Albania            | 1'57"23 |                  |
| 66        | 1        | 4      | Yacob Al-Khulaifi               | Qatar              | 1'58"32 | Record nazionale |
| 67        | 2        | 8      | Heriniavo Michael Rasolonjatovo | Madagascar         | 2'01"00 | Record nazionale |
| 68        | 2        | 1      | Duran Alfonso                   | Honduras           | 2'01"07 |                  |
| 68        | 2        | 7      | Ado Gargović                    | Montenegro         | 2'01"07 |                  |
| 70        | 1        | 5      | Dean Hoffman                    | Seychelles         | 2'02"62 |                  |
| 71        | 2        | 9      | Noel Keane                      | Palau              | 2'06"03 | Record nazionale |
| 72        | 2        | 0      | Tanner Poppe                    | Guam               | 2'11"27 |                  |
| 73        | 1        | 3      | Tongli Panuve                   | Tonga              | 2'12"61 | Record nazionale |
| dns       | 1        | 2      | Rashed Al-Tarmoom               | Kuwait             | dns     |                  |
| dns       | 7        | 5      | Chad le Clos                    | Sudafrica          | dns     |                  |

### Semifinali
| Posizione | Semifinale | Corsia | Atleta              | Nazionalità   | Tempo   | Note |
| --------- | ---------- | ------ | ------------------- | ------------- | ------- | ---- |
| 1         | 2          | 6      | Duncan Scott        | Gran Bretagna | 1'45"16 | Q    |
| 2         | 1          | 4      | James Guy           | Gran Bretagna | 1'45"18 | Q    |
| 3         | 2          | 4      | Sun Yang            | Cina          | 1'45"24 | Q    |
| 4         | 1          | 5      | Townley Haas        | Stati Uniti   | 1'45"43 | Q    |
| 5         | 2          | 3      | Aleksandr Krasnych  | Russia        | 1'45"47 | Q    |
| 6         | 2          | 5      | Michail Dovgaljuk   | Russia        | 1'45"74 | Q    |
| 7         | 1          | 6      | Dominik Kozma       | Ungheria      | 1'45"87 | Q    |
| 8         | 1          | 1      | Park Tae-hwan       | Corea del Sud | 1'46"28 | Q    |
| 9         | 1          | 3      | Kacper Majchrzak    | Polonia       | 1'46"40 |      |
| 10        | 1          | 2      | Danas Rapšys        | Lituania      | 1'46"56 |      |
| 11        | 2          | 7      | Mack Horton         | Australia     | 1'46"81 |      |
| 12        | 1          | 7      | Velimir Stjepanović | Serbia        | 1'46"82 |      |
| 13        | 2          | 2      | Blake Pieroni       | Stati Uniti   | 1'47"08 |      |
| 14        | 2          | 1      | Myles Brown         | Sudafrica     | 1'47"19 |      |
| 15        | 2          | 8      | Naito Ehara         | Giappone      | 1'47"36 |      |
| 16        | 1          | 8      | Marwan El-Kamash    | Egitto        | 1'47"41 |      |

### Finale
| Posizione | Corsia | Atleta             | Nazionalità   | Tempo   | Note |
| --------- | ------ | ------------------ | ------------- | ------- | ---- |
|           | 3      | Sun Yang           | Cina          | 1'44"39 |      |
|           | 6      | Townley Haas       | Stati Uniti   | 1'45"04 |      |
|           | 2      | Aleksandr Krasnych | Russia        | 1'45"23 |      |
| 4         | 4      | Duncan Scott       | Gran Bretagna | 1'45"27 |      |
| 5         | 5      | James Guy          | Gran Bretagna | 1'45"36 |      |
| 6         | 1      | Dominik Kozma      | Ungheria      | 1'45"54 |      |
| 7         | 7      | Michail Dovgaljuk  | Russia        | 1'46"02 |      |
| 8         | 8      | Park Tae-hwan      | Corea del Sud | 1'47"11 |      |